# Nepomorpha
Nepomorpha es un infraorden de insectos del orden Hemiptera, suborden Heteroptera. 
Son insectos acuáticos que se encuentran en la mayor parte del  mundo, excepto en las regiones polares. Hay alrededor de 2 000 especies en total. Nepomorpha se puede distinguir de otros Heteroptera relacionados porque los ocelos están ausentes o son simplemente vestigiales. Las antenas están reducidas, con músculos débiles y generalmente las llevan contra la cabeza.
La mayoría de las especies viven en hábitats de agua dulce. Las excepciones son miembros de la superfamilia Ochteroidea, que se suelen encontrar en los márgenes del agua. Muchos de estos insectos son depredadores de invertebrados y en algunos casos, como en algunos Nepidae y Belostomatidae, aun peces y anfibios pequeños. Algunas especies son omnívoras o se alimentan de plantas. Las piezas bucales forman un rostro, como en todos los Heteroptera y la mayoría de los Hemiptera. Con este, perforan la fuente de alimento, inyectan enzimas digestivas y absorben los nutrientes. Algunos, como los de la familia Corixidae también pueden masticar su comida en cierta medida. El rostro también puede ser usado para picar como defensa y algunas especies  (Notonecta glauca) pueden causar una picadura tan dolorosa como la de una abeja.

## Sistemática

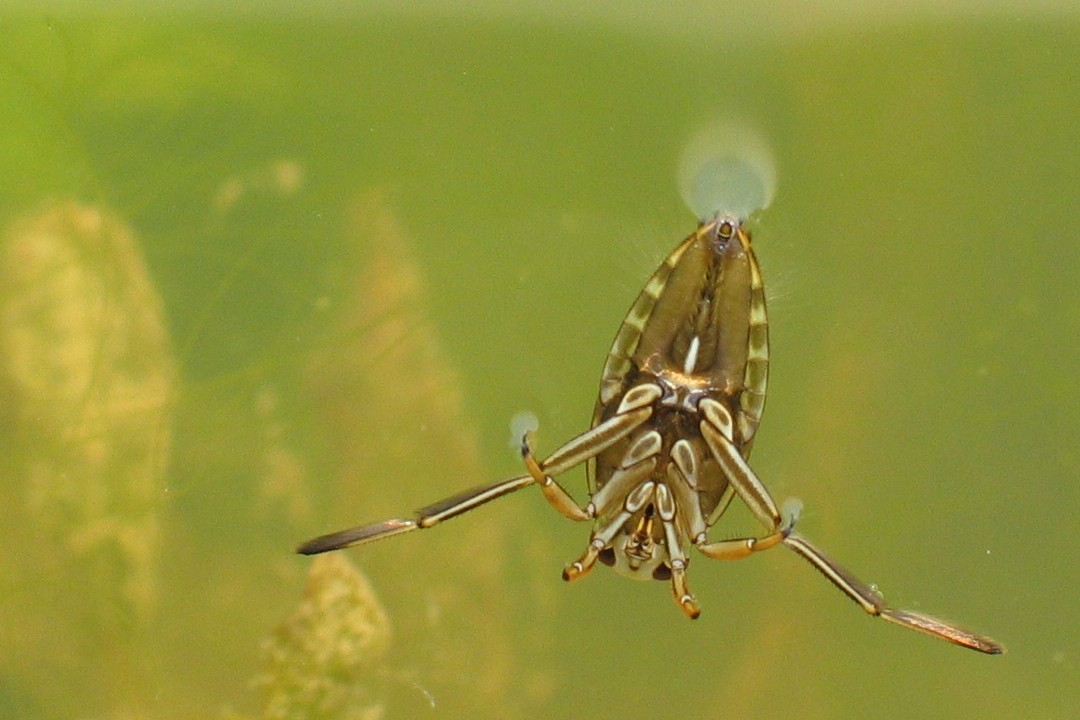
Notonecta glauca (Notonectidae)

Nepomorpha posiblemente se originó en el Triásico temprano, alrededor de 250 millones de años, como lo indican fósiles avanzados de Triassocoridae y otros más primitivos como Lufengnacta.
La lista siguiente coloca las superfamilias en secuencia evolutiva, de los linajes más antiguos a los más modernos:
Infraorden Nepomorpha
- Superfamilia Nepoidea
  - Familia Belostomatidae
  - Familia Nepidae
- Superfamilia Corixoidea
  - Familia Corixidae
- Clado Tripartita
  - Superfamilia Ochteroidea
    - Familia Gelastocoridae
    - Familia Ochteridae

  - Clado Cibariopectinata (disputado)
    - Familia Triassocoridae (fósil; posición temporaria)
    - Superfamilia Aphelocheiroidea
      - Familia Aphelocheiridae
      - Familia Potamocoridae

    - Superfamilia Naucoroidea
      - Familia Naucoridae

    - Superfamilia Notonectoidea
      - Familia Notonectidae

    - Superfamilia Pleoidea (a veces incluida en Notonectoidea)
      - Familia Helotrephidae
      - Familia Pleidae